# Epsilon Monocerotis
Désignations
ε Mon A : HD 44769, HIP 30419, HR 2298, BD+04°1236, GC 8240, SAO 113810

Epsilon Monocerotis (en abrégé ε Mon) est une étoile binaire de la constellation équatoriale de la Licorne. Elle est visible à l'œil nu avec une magnitude apparente combinée de 4,31 et dans le ciel elle sert de repère pour trouver la nébuleuse de la Rosette. D'après la mesure de sa parallaxe annuelle par le satellite Hipparcos, le système est distant d'environ 37 pc (∼121 al) de la Terre.
Sa composante primaire, désignée Epsilon Monocerotis A, est classée comme une étoile sous-géante blanche de type spectral A5 IV, suggérant qu'elle serait en train de s'éloigner de la séquence principale. Sa magnitude apparente est de 4,39. Elle est répertoriée comme une binaire spectroscopique avec une possible période orbitale de 331 jours. L'étoile visible est 2,04 fois plus massive que le Soleil et son rayon est 2,5 fois plus grand que le rayon solaire. Elle est 25 fois plus lumineuse que le Soleil et sa température de surface est de 7 923 K.
La composante secondaire, Epsilon Monocerotis B, est une étoile de magnitude 6,72 qui, en 2021, était située à une distance angulaire de 12,1 secondes d'arc et à un angle de position de 254° de l'étoile primaire. C'est une étoile jaune-blanc de la séquence principale de type spectral F5 V. Elle est 16 % plus massive que le Soleil et son rayon est 10 % plus grand que le rayon solaire. Elle est 2,4 fois plus lumineuse que le Soleil.